# Итазипчо
Итазипчо (пълно име Итазипачодан) е едно от седемте основни разделения на западните сиукси или тетон, лакота. Итазипчо са известни и като Санс арк, което е френски превод на тяхното итазипчо – без лъкове (от итазипа – лък и съкращението чо от чодан – без, няма). През 1860 г. се съобщава, че итазипчо живеят между хункпапа и сихасапа в района на река Кенънбол в днешните Северна Дакота и Южна Дакота, и често лагеруват заедно с тези две племена.

## Подразделения
Около 1850 г. 250 типита и следните подразделения:
- Санс Арк – Итазипчо
- Червена вода – Мини шала
- Ядяшите шунка – Уолута юта

Главни вождове – Шаман, Ленивата мечка, Врановото перо.
Мъж на име Уанатан дава имената на 7 подразделения на Джеймс Оуен Дорси през 1880 г. и 1884 г.:
- Итазипчохча – истински итазипчо. Известни са и като Мини шала – Червена вода
- Шина лута оин – Обица от ален плат
- Уолута юта – Ядящите шунка (Ядат сушено еленско (или бизонско) от задната част)
- Мазпегнака – Носят желязо в косите си
- Татанка чешли – Тор от мъжки бизон
- Шикшичела – Лоши от различен вид
- Тийопа очанунпа – Пуши лула на входа на типито[3]